# M60 Patton
L'M60 Patton és un tanc d'origen estatunidenc de l'any 1960. Encara en actiu avui a molts exèrcits arreu del món, va ser un dels principals vehicles blindats de l'Exèrcit dels Estats Units d'Amèrica i va restar-hi actiu fins a l'any 1997. Amb una producció de 15.000 tancs, alguns actius a més de 20 estats, és un dels tancs més exportats de la història. L'M60 Patton va ser ideat per a l'exèrcit americà l'any 1957 per a substituir l'M48 Patton.
La seva producció va començar el 1959 amb el nom de M68, però en entrar a l'exèrcit fou batejat amb el nom d'M60 Patton. El 1963 va sorgir l'M60A1 que portaria una torre més gran i una estabilitat i blindatge millorats. L'M60 és l'últim de la sèrie de tancs Patton que consta de quatre models: l'M46 Patton, l'M47 Patton, l'M48 Patton, la sèrie de tancs M60 mai va ser batejada oficialment com a tanc Patton. S'ha anomenat un "descendent millorat en producte" del disseny del tanc Patton.
La sèrie de tancs M60 es va convertir en el principal tanc de batalla americà durant la Guerra Freda, arribant a un total de producció de 15.000 M60. La producció de casc va acabar el 1983, però 5.400 models més antics es van convertir a la variant M60A3 que va acabar el 1990.
L'M60 Patton portà un motor ADVS-1790-2C (igual que l'M48) dièsel de 750CV, i pot assolir una velocitat de 48 km/h amb una autonomia aproximada de 480 km. El tanc transporta 4 tripulants i pesa unes 52,617 tones. Té una altura de 3,27m, una amplada de 3,63m i una longitud de 9,43m.

## Desenvolupament
Els Estats Units van entrar en un període d'activitat frenètica durant l'atmosfera de crisi de la Guerra de Corea, quan els Estats Units semblaven estar per darrere de la Unió Soviètica en termes de qualitat i quantitat de tancs. Els cicles de prova i desenvolupament es van produir simultàniament amb la producció per assegurar un lliurament ràpid de nous tancs. Aquesta ràpida producció va causar problemes, però la importància donada a l'equipació ràpida d'unitats de combat amb nous tancs va impedir les proves detallades i l'avaluació abans de la producció de quantitat.
El M47 Patton va entrar en producció el 1951 i va ser utilitzat per l'Exèrcit dels Estats Units i el Cos de Marines, però els problemes tècnics i de producció en curs li van impedir servir a la Guerra de Corea. El tanc M48 Patton va entrar en servei el 1952, però els seus primers dissenys van ser considerats insatisfactoris per les Forces de Camp de l'Exèrcit. Les millores de la M48 es van centrar en la millora dels sistemes de control de foc i canó principal de 90 mm, mentre que simultàniament explorava el desenvolupament de blindatge de vidre de sílice i sistemes d'autocarregador. El tanc va continuar el seu desenvolupament fins a 1955 juntament amb la seva producció en massa simultània. El curs del seu desenvolupament durant la meitat de la dècada de 1950 va ser la font d'un ampli debat entre els comitès de supervisió del pressupost del Congrés.
El programa T95, que va començar el 1955, tenia la intenció de substituir el M48, presentava una sèrie de components innovadors i experimentals, com el seu canó T208 de gruix suau de 90 mm enganxat rígidament a la seva torreta, disseny experimental de motor en forma de X utilitzant una planta d'energia de cicle de vapor alimentada per hidrocarburs, armadures compostes i telèmetre infraroig. La càrrega de desenvolupar-los, però, va frenar el programa general fins a un crawl. Durant la Revolució Hongaresa de 1956, un tanc mitjà T-54A soviètic va ser conduït als terrenys de l'ambaixada del Regne Unit a Budapest pels hongaresos al novembre.
Després d'un breu examen de l'armadura d'aquest tanc per part d'un agregat militar britànic, es va concloure que els Ordnance QF 20-lliures eren aparentment incapaços de derrotar constantment el seu blindatge frontal amb munició HEAT o APC. El seu canó de 100 mm va ser un avanç significatiu sobre l'arma del T-44. També hi havia rumors d'un canó de 115 mm encara més gran en les obres. Aquests esdeveniments van impulsar al Regne Unit a començar a actualitzar els tancs existents amb un canó fusellat d'alta velocitat de 105 mm el 1958, la Royal Ordnance L7 per mantenir el Centurion viable contra aquest nou disseny de tancs soviètic. Els Estats Units van respondre iniciant el desenvolupament del tanc XM60 el setembre de 1957. Aquest nou disseny de tanc va incorporar moltes millores del comitè de l'Army Combat Vehicle al M48A2, principalment l'ús de motors dièsel per augmentar el seu abast operatiu i l'ús d'un canó principal més potent.

### XM60
El maig de 1957, es va fer evident que el T95 Medium Tank no tindria un avantatge significatiu sobre el M48A2. El motor en forma de X i el telèmetre electroòptic van ser descartats a causa del rendiment, i la precisió del canó de cor suau i la seva munició APDS d'alta velocitat va continuar sent insatisfactòria. La torreta T95E6 s'havia de fer amb l'armadura de sílices avançada, però mai es va construir. Tot això va portar al tancament del projecte T95 el 7 de juliol de 1960. Però el disseny de la torreta T95E7 amb armadura convencional d'acer endurit es va portar endavant, convertint-se en la torreta M60A1.
El curs de la producció de tancs del M48 Patton va ser la font d'un ampli debat del Congrés. L'Oficina del Pressupost creia que l'Exèrcit no progressava amb suficient velocitat en el seu programa de modernització de tancs i recomanava la substitució immediata del M48A2. Preveient correctament que el Congrés no aprovaria l'adquisició de la M48A2 després de l'any fiscal 1959, el Cap adjunt de l'Estat Major, Logistics va proposar un tanc basat en la M48A2 amb una potència de foc millorada i el motor AVDS-1790. Atès que l'arma principal encara no havia estat especificada, quatre sistemes d'armes XM60 es van presentar el setembre de 1957.
El primer concepte va ser armat amb el canó de 120 mm T123E6 en la llarga torreta T95E6. Aquest va ser el disseny preferit pel Departament d'Ordenança. Estava equipat amb una maqueta de la nova cúpula de comandament de visió completa dissenyada. Un prototip complet d'aquesta torreta va ser construït abans que aquest concepte fos abandonat, principalment a causa de la seva lentitud de foc. El segon va portar el canó principal T254E1 de 105mm en la torreta tipus T95E5 i l'estil de la cúpula T9 de la M48A2. Els canons T254 utilitzaven canons britànics X15/L52 amb un evacuador de càrrega concèntric al canó.
El Comitè Tècnic de l'Ordenança de l'Exèrcit va triar aquest disseny per a la producció l'agost de 1958. El tercer concepte era muntar el canó principal de 90 mm T208 de bor llis i la torreta T95E6 amb la cúpula T6 del tanc T95. Mai va progressar més enllà dels dibuixos de disseny. El quart utilitzava la torreta T95E1 i el canó principal T208. Es va construir una maqueta amb la nova cúpula de visió. Tots aquests dissenys conceptuals van ser referits com el XM60. Es va adjudicar un contracte a Chrysler Engineering el setembre de 1958 per a l'enginyeria de producció avançada (APE) del concepte XM60 #2.
El casc T95 es considerava, però, que el seu encast frontal d'una sola peça era massa difícil i costós de produir en quantitat. Alguns bucs T95 existents es van adaptar amb el motor AVDS-1790 i es van utilitzar de 1960 a 1964 per desenvolupar el prototip T118E1 del Vehicle d'enginyeria de combat M728. En lloc d'això, es va prendre la decisió d'usar bucs M48A2. Els bucs tenien 3 corrons de retorn i 6 parells de rodes de carretera d'acer per costat sense absorbidors de xoc, fent servir només molles de topall en el primer i sisè braç de la roda de carretera juntament amb un pou de torreta eixamplat i un anell, i un glacis en forma de falca plana. El canó T254E2 va ser escollit per ser l'arma principal del tanc l'agost de 1958 sent estandarditzat com el canó M68 105mm. Després d'una reunió l'11 de desembre de 1958, el general Maxwell Taylor va ordenar la producció de la XM60 a causa de les millores que oferia en la potència de foc, protecció i abast de creuer.
Atès que el tanc encara no havia rebut la seva designació oficial, aquests prototips de casc van ser referits breument com el M68 el desembre de 1958 fins que van ser nomenats oficialment el M60 el març de 1959. El compliment d'aquest requisit va ser un disseny provisional del tanc que va donar lloc a la sèrie M60, que s'assembla en gran manera al Pattó M48A2 en què es basava, però té diferències significatives. La semblança visual d'aquests dissenys, així com el seu període de solapament de servei, ha causat que algunes fonts denominin informalment la variant original del M60 com un tanc Patton.

### Serie M60
El contracte de producció va ser aprovat l'abril de 1959 amb la producció inicial de baixa taxa a partir de juny a la Planta de Defensa de Delaware de Chrysler Corporation a Newark Delaware. El pilot de producció 1 es va completar a Chrysler Defense Engineering el 2 de juliol amb un total de producció inicial de 45 tancs el juliol de 1959. Aquests tancs van ser enviats a l'Aberdeen Proving Ground per a proves de supervivència i modificacions finals de disseny. Aquest lot de tancs no tenia la cúpula M19 a causa dels seus problemes inicials de producció.
El pilot de producció 2 es va acabar el 4 d'agost i es va utilitzar per desenvolupar publicacions tècniques i 47 tancs addicionals produïts per completar la primera compra de producció de baixa taxa. L'agost de 1959, es va atorgar un paquet d'oferta d'enginyeria per a la segona compra de producció de tipus baix de M60 que es construiria a la planta de Delaware. El pilot de producció 3 es va completar el 2 de setembre. Aquests tancs van anar al Detroit Arsenal Test Center per a avaluacions de manteniment, i després van ser enviats a Fort Knox per a proves d'usuari.
El quart pilot es va completar el 26 d'octubre i es va utilitzar com a casc mestre per verificar els estàndards de producció a la Planta de Tancs de Detroit amb un total de producció inicial de baixa taxa de 180 M60 construïts el 1959. La producció posterior, a partir de l'octubre de 1960, es va construir a la planta de tancs de l'Arsenal de Detroit, a Warren Michigan. Va assolir la capacitat operativa amb l'acampada a unitats de l'Exèrcit a Europa a partir de desembre de 1960.

## Sistemes de defensa
El seu blindatge és de 155,6mm i té dues maneres de crear cortines de fum per a protegir-se de míssils guiats per làser. Una és llançant combustible pels tubs d'escapament i l'altra és per mitjà de 12 llançagranades de fum, sis a cada banda de la torreta.

## Armament
A part del canó de 105mm porta una metralladora coaxial M240 de 7,62mm i pot portar una de 12,7mm a la torreta. El tanc transporta uns 63 projectils per al canó principal i 7000 cartutxos per a les metralladores.
El M60 Patton té una direcció de tir Raytheon que inclou un telèmetre làser AW/WG-2 i una computadora de tir M21. El M21 és capaç de percebre el tipus de munició escollit i juntament amb el telèmetre la distància del blanc, el vent i el seguiment del canó. El tirador només ha de donar la temperatura i la pressió de l'aire.
Existeixen altres versions com la de tanc neteja-mines fabricat per Israel Military Industries. Pot assolir una velocitat de 6,5 km/h mentre neteja mines i té un blindatge reforçat. El manteniment d'aquest tanc va ser molt costós durant la Guerra del Golf i molts d'enginyers el van abandonar per utilitzar l'M1 Abrams neteja-mines.
Una altra versió és la de pont mecanitzat creat per General Dynamics que utilitza el xassís del M60 com a vehicle llança-ponts.
Porta un pont d'alumini que pesa unes 13,380 tones. Pot tardar entre 10 i 60 minuts(El temps exacte depèn del terreny on s'utilitzi)per a deixar el pont o recuperar-lo. Porta un motor Continental AVDS-1790-2A que pot assolir una velocitat de 48,28 km/h i li atorga una autonomia de 500 km aproximadament. El Pes total del tanc és de 55,205 tones.
Existeix també una versió com a vehicle d'enginyers fabricat per Detroit Tank Arsenal, anomenat M728. La principal característica és que disposa d'una pala carregadora per poder moure elements al camp de batalla. Té un motor Contienetal ADVS dièsel i pot assolir una velocitat màxima de 50 km/h amb una autonomia de 450 km/h. En comptes del canó de 105 mm, està armat amb un de 165 mm i una metralladora coaxial de 7,62mm. I igual que l'M6O pot portar una metralladora de 12,7mm a la torreta.

## Conflictes que ha intervingut

### Guerra del Yom Kippur
Entre 1970 i 1972, Israel va rebre 150 dels tancs M60A1 més recents, que es van utilitzar durant la Guerra del Yom Kippur. Van substituir les metralladores bessones M73 per Browning M1919. Sota el nom de Magach 6
Jordània també tenia tancs M60A1 al començament de la guerra, però no hi ha informació sobre el seu ús.
El 9 d'octubre, els Magach 6 de la 600a Brigada van atacar posicions egípcies a la zona de Televisiye. Els tancs israelians van repel·lir un atac de tancs egipcis (es va afirmar que uns 35 tancs havien estat destruïts), però en els enfrontaments següents van ser objecte de foc concentrat i van perdre uns 30 M60 destruïts, molts dels quals van ser abandonats (en un atac a les defenses egípcies, els israelians van perdre 24 tancs Magach 6 en 18 minuts). Televisiye només va ser presa durant un curt període de temps, després del qual els israelians es van veure obligats a tornar a les seves posicions originals. La nit del 9 d'octubre, el 87è Batalló de Reconeixement va trobar una bretxa entre el 2n i el 3r exèrcits egipcis, que havia estat prèviament exposada per un avió de reconeixement SR-71 americà. Els batallons 196è i 87è van ser transferits a la 14a Brigada, que al seu torn va ser transferida a la 143a Divisió. Així, tots els M60 formaven part de la 143a Divisió Blindada de Sharon.
Ambdues parts van aprofitar la pausa de quatre dies per reagrupar reserves i reparar els vehicles danyats. A finals del 13 d'octubre, la 143a Divisió estava prenent posicions defensives prop de Tas. En aquesta direcció, els egipcis van llançar una ofensiva amb les Brigades Blindades 1a i 14a de la 21a Divisió Blindada. Al final del dia, els israelians havien aturat l'ofensiva egípcia. Els egipcis van patir grans pèrdues i la divisió de Sharon va patir pèrdues menors.

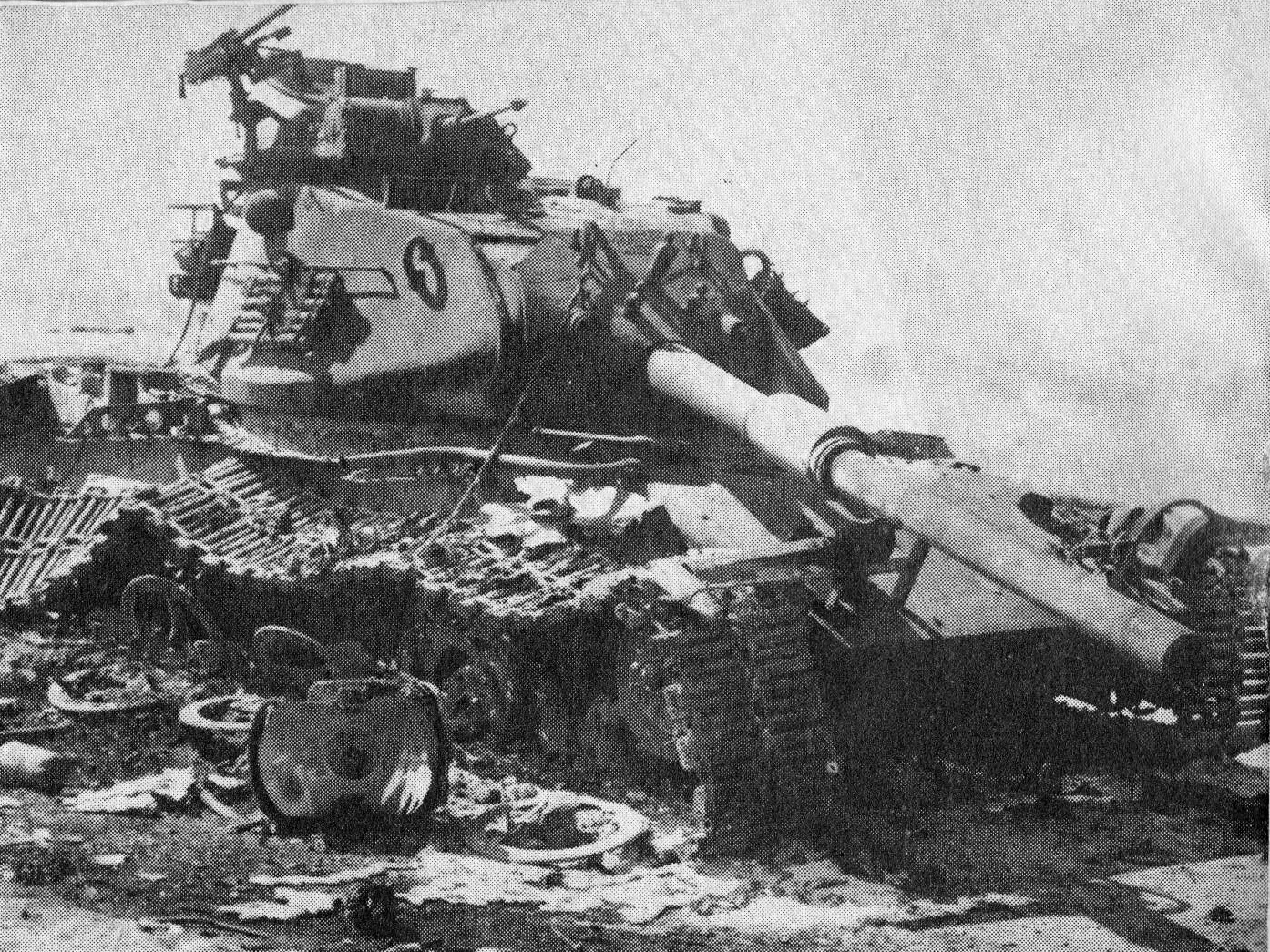
Un tanc Magach 6 destruit a la Península Sinaí

El 15 d'octubre, Israel va decidir obrir-se camí cap al canal de Suez a través de la "Granja Xinesa" amb l'objectiu de construir un pont cap a l'altra riba. Uns 440 tancs israelians de les divisions 143a i 162a van anar a trencar la 21a Divisió Blindada egípcia. Aquest va ser el contraatac més massiu i potent, amb aproximadament dos terços de tots els tancs israelians que quedaven al Sinaí implicats. La decisiva batalla de Yom Kippur va començar el vespre d'aquell dia, amb 97 tancs israelians (53 Magach 6 i 44 Magach) de la 14a Brigada liderant l'atac, mentre que 136 tancs egipcis T-55 de la 21a Divisió els obstaculitzaven. Des del principi de l'ofensiva, la 14a Brigada va començar a patir fortes pèrdues; després d'haver entrat al poble d'al-Galaa, els tancs israelians van ser atacats de flanc per una companyia d'11 T-55 egipcis de la 1a Brigada. Els tancs egipcis van destruir 25 Pattons, perdent només 2 T-55. El 87è Batalló de Reconeixement va tenir la tasca d'atacar la cruïlla de Tirtur-Lexicon des de l'oest. A costa de perdre 11 M60 i 25 tripulacions de tancs, els israelians van repel·lir un contraatac dels T-55 i la infanteria egipcis.  El matí del 16 d'octubre, els tancs egipcis havien destruït la 14a Brigada, la brigada va perdre 70 tancs de 97 i es va veure obligada a retirar-se a Fort Lakekan. El comandant de la 162a Divisió Blindada israeliana, el general Adan, va ordenar que tots els tancs preparats per al combat fossin llançats a la "Granja Xinesa". Com a resultat, va tornar a esclatar una enorme batalla de tancs. La 14a Brigada israeliana va ser reforçada amb més de 300 tancs de les Brigades 600a, 217a, 500a, 460a i 421a, la 21a Divisió egípcia no va rebre cap reforç. La 21a Divisió va poder contenir els israelians fins a les 14:00 del 17 d'octubre.
La tarda del 17 d'octubre, amb la 21a Divisió ja derrotada, Sadat va autoritzar l'enviament de la 25a Brigada de Tancs per ajudar. Aquesta batalla va marcar la primera vegada que els Magach 6 es van trobar amb els nous tancs soviètics T-62  La 25a Brigada, que havia participat en un intent fallit d'eliminar l'amenaça israeliana al flanc dret del 2n Exèrcit a la riba est del canal de Suez, va quedar atrapada en un parany israelià compost per unitats de tres brigades israelianes, incloent-hi Magach 6 dels batallons 409è, 410è i 87è. Els egipcis estaven encara més preocupats per un gran camp de mines en què havien entrat i per l'ús massiu de míssils guiats antitanc TOW per part dels israelians. Com a resultat, una part important de la brigada va ser destruïda. Segons l'historiador egipci Gammal Hammad, la brigada va perdre 65 dels 75 tancs T-62 en aquesta batalla. Segons altres dades egípcies, les pèrdues van ser "un terç de la brigada". No queda clar si es tractava d'una diferència de pèrdues irreparables o què. Segons dades israelianes, 86 dels 96 tancs T-62 van ser destruïts. Com va assenyalar el cap de l'Estat Major egipci al-Shazli: "Les nostres tripulacions van lluitar desesperadament, malgrat totes les dificultats. Però quan va caure la nit, només uns quants supervivents van tornar al cap de pont del Tercer Exèrcit". Les pèrdues israelianes en aquesta batalla van ascendir a almenys 4 tancs, segons diverses fonts, dos quan van ser destruïts en un camp de mines i un de cadascun d'un T-62 i un d'un ATGM Maliutka. Investigadors israelians afirmen que els quatre tancs van ser destruïts en un camp de mines, tot i que no hi havia cap camp de mines on el primer tanc israelià va ser destruït pel foc del T-62. Ehud Gross, que comandava una de les companyies israelianes en aquesta batalla, va assenyalar que els M60 van destruir fàcilment els nous vehicles soviètics amb el foc dels seus canons de 105 mm.
El matí del 18 d'octubre, la Batalla de la Granja Xinesa havia acabat. El general israelià Israel Tal, comandant del front sud, va qualificar la batalla com la batalla de tancs més brutal de la història de la postguerra. Tres batallons de tancs israelians armats amb tancs M60 van ser dissolts i van deixar d'existir com a unitat independent. El 87è Batalló de Reconeixement va perdre 17 tancs M60 de 22, el 407è Batalló va perdre 22 tancs M60 de 31 i el 196è Batalló també va ser destruït. La 600a Brigada només es va quedar amb 41 M60 llestos per al combat.
El 21 d'octubre va tenir lloc l'última gran batalla de tancs entre M60 israelians i tancs egipcis. 41 tancs M60, contra els 40 tancs egipcis de la 21a Divisió. Els israelians van perdre la batalla de tancs, perdent 22 tancs M60 del 410è Batalló.
El 22 d'octubre, minuts abans que es declarés l'alto el foc, va tenir lloc l'última batalla de tancs M60 de la guerra. La 139a unitat de comando egípcia sota el comandament del major Ibrahim al-Desouki i el capità Hamid Sharawi va emboscar els últims tancs israelians del 87è Batalló amb llançacoets RPG-7. Com a resultat de l'emboscada, tres tancs M60 i dos vehicles blindats van ser destruïts. L'avanç israelià sobre la ciutat important va ser aturat.
La 600a Brigada no va travessar el canal i pocs minuts abans que s'anunciés l'alto el foc, les seves restes reunides prop de Deversoir van ser impactades per dos míssils balístics egipcis R-17 Scud. Un dels míssils va explotar enmig d'una gran concentració d'equipament israelià. Set camions cisterna del 410è Batalló de la 600a Brigada van morir i un nombre desconegut de ferits van resultar.
Els tancs M60 només es van utilitzar al front egipci. Abans de l'armistici, Israel va desplegar 154 tancs M60 (150 inicialment i 4 tancs més van ser rebuts com a resultat del transport aeri dels Estats Units).
Després de la guerra, els historiadors del Departament de Defensa dels Estats Units van arribar a diverses conclusions sobre l'efectivitat en combat dels tancs M60. En primer lloc, es va observar que la col·locació incorrecta del bastidor de municions i dels dipòsits de combustible va provocar un alt percentatge de pèrdues irreparables en aquests tancs. Els nord-americans també van concloure que la silueta del tanc M60 era inacceptablement gran i alta, cosa que el convertia en un objectiu fàcil per als tancs àrabs. Fins i tot tenint en compte els millors angles de depressió del canó, l'M60 era més perceptible que els tancs soviètics. El costat positiu és l'alta mobilitat de l'M60.

### Guerra de l'Ogaden
Utilitzat per Etiòpia per lluitar contra els insurgents. Etiòpia va ser el primer país africà a rebre aquests vehicles moderns en aquell moment. Es creia que aquests tancs havien de compensar l'equilibri de forces blindades entre Somàlia i Etiòpia a favor d'Etiòpia. Abans de la guerra amb Somàlia, els Estats Units van lliurar 33 tancs M60A1 a Etiòpia. Els nord-americans no van lliurar 12 tancs més pagats pels etíops. En fonts nord-americanes, hi ha una afirmació que el 1974 Etiòpia podria haver rebut 72 tancs M60 de l'Iran.
L'estiu de 1977, durant la batalla per la ciutat de Kabri Dehar, al centre d'Ogaden, el Front d'Alliberament Somali Occidental va capturar 7 tancs M60 etíops. Durant la batalla de Jijiga, també es van capturar tancs M60.
Es desconeixen les pèrdues totals d'aquests tancs. Se sap que després del final de la guerra no quedaven tancs M60 a les forces armades etíops. Per exemple, el 1980, Etiòpia no tenia cap tanc M60.

### Guerra Iran-Iraq
El següent conflicte important en què van participar els tancs M60 va ser la guerra entre l'Iran i l'Iraq. Un total de 460 o 480 tancs M60 van ser lliurats a l'Iran. El 1980, les Forces Armades Iranianes tenien 460 tancs M60A1 en servei. Abans de la guerra, tres brigades blindades M60A1 de la 16a Divisió Blindada (1a a Qazvín, 2a a Senjan, 3a a Hamadan) estaven situades a la frontera amb l'Iraq, i el 291è Batalló de la 77a Divisió d'Infanteria estava situat a Khosaran.
A principis de setembre de 1980, els M60 iranians van participar en escaramusses a la frontera iraquiana. El 22 de setembre, diversos centenars de tancs iraquians van travessar la frontera. Els M60 iranians van intentar aturar-los sense èxit. El 15 d'octubre, l'Iran va intentar una contraofensiva, liderada pel 291è Batalló. Abans que pogués arribar a les forces terrestres iraquianes, el batalló va ser derrotat per vells avions d'atac iraquians i els seus camions de subministrament van ser destruïts, deixant els tancs supervivents sense combustible. El 23 d'octubre, experts en tancs jordans van arribar per examinar 50 tancs M60 que l'Iraq havia capturat a l'Iran i van oferir portar-los de tornada a Jordània. El 10 de novembre, altres 34 tancs M60 iranians van ser exposats en una exposició d'equipament capturat a Bagdad. A principis de desembre de 1980, van aparèixer els primers informes que l'Iraq utilitzava tancs M60 capturats contra els seus antics propietaris.
El 5 de gener de 1981, la 16a Divisió Blindada iraniana, amb 300 tancs M60A1 i Chieftain, va abandonar la ciutat de Susengerd i va travessar el riu Karkheh. Els iraquians es van assabentar de l'avanç de l'equipament i van preparar una defensa de 300 tancs T-62. El 6 de gener va començar la batalla de tancs més gran de la guerra. Com a resultat de la batalla, tres brigades blindades iranianes van ser destruïdes, amb pèrdues que van ascendir a 250 tancs M60 i Chieftain, i l'Iraq va perdre uns 50 tancs T-62. La contraofensiva iraniana es va aturar. Probablement, els M60 iranians van tenir èxits durant la contraofensiva a finals de 1981 i 1982, però no es va escriure informació detallada sobre això enlloc. Després dels primers enfrontaments amb tancs T-72, es va instruir a les tripulacions dels tancs iranians que només s'enfrontessin a ells en combat obert amb un avantatge numèric d'almenys cinc vegades. El canó M68 de 105 mm dels M60 iranians no va poder penetrar el blindatge frontal dels T-72 iraquians. A mitjans de la guerra, a l'Iran li quedaven 200 tancs M60A1. El març de 1986, més de 50 Mikoian-Gurévitx MiG-23 iraquians van "cobrir" una concentració de vehicles blindats iranians a la zona d'Ahfaz, derrotant completament una divisió mecanitzada armada principalment amb M60 i M113. En total, l'Iran va perdre irremediablement més de 300 M60 durant la guerra, dels quals uns 150 van ser capturats per l'Iraq. L'Iraq va enviar un nombre significatiu de tancs Patton capturats a altres països, en particular a finals d'octubre de 1980 un grup de tancs estrangers va arribar a l'Iraq per examinar i recollir 50 tancs M60 capturats de l'Iran, en un altre cas famós, el 1988, es van vendre 36 M60 capturats.
Els M60 iranians no van tenir problemes amb les peces de recanvi durant la guerra; van ser subministrats en grans quantitats per Israel, la República de Corea i la República de la Xina. Un avió israelià CL-44, que transportava peces de recanvi per a tancs americans a l'Iran, va ser abatut per caces soviètics.

### Guerra del Líban de 1982
Els Magach israelians es van utilitzar en el conflicte fronterer libanès de 1978.
Abans de la guerra de 1982, Israel tenia 810 tancs M60. Dinou batallons M60 van ser desplegats en la invasió del Líban, més que qualsevol altre tipus de tanc. L'M60A3 es va fer servir en combat per primera vegada. El blindatge dels Pattons israelians es va actualitzar amb la protecció dinàmica Blazer, que va augmentar la protecció contra la munició de càrrega buida.
El 6 de juny, Israel va llançar una ofensiva en tres direccions: l'oest (220 tancs), el centre (uns 150 tancs) i la vall de la Bekaa (uns 900 tancs), on es trobaven les tropes sirianes. A més, els israelians van rebre el suport de 97 tancs de l'Exèrcit del Sud del Líban. Els sirians i l'OAP al Líban tenien 318 tancs. En direcció oest, la 211a Brigada Blindada, armada amb M60 i els darrers Merkavas, va llançar una ofensiva. Al final del dia, la brigada havia passat per Tir i la seva unitat es preparava per assaltar la ciutat; les pèrdues van ascendir a almenys 2 M60 destruïts i 1 Patton del comandant adjunt de la brigada cremat. Les tripulacions dels tancs destruïts es van salvar gràcies a la protecció dinàmica.
L'endemà, van començar combats intensos per Sidó. Prop de Damour, els M60 israelians van ser atrapats en una emboscada antitanc. En la batalla entre els M60 de la 211a Brigada i els T-62 sirians de la 85a Brigada, 7 tancs sirians van ser destruïts, però els israelians no van patir pèrdues.
El 9 de juny, durant un tiroteig entre M60 israelians del 196è Batalló i Merkavas del 198è a Ain ha-Tin, un Merkava va ser destruït pel foc dels Magach, mentre que els Merkavas van destruir 3 M60, 5 tripulacions de tancs van morir, inclòs el comandant del 196è Batalló, i 2 van resultar ferides.
El 10 de juny, als afores de Beirut, una dotació d'un M60 sota el comandament d'Uri Hochstetter va destruir set T-62 sirians en una sola batalla. Aquell mateix dia, va començar la batalla de tancs més gran de la guerra. Tres divisions israelianes van atacar les posicions de les brigades blindades sirianes 76a i 91a a la vall de la Bekaa. En un dels primers atacs, els israelians van destruir dues companyies de T-62, perdent 9 M60. Els sirians es van trobar envoltats. Unitats d'elit de la 1a Divisió Blindada de Damasc es van desplaçar en la seva ajuda. Van aconseguir trencar l'encerclament, destruint diverses companyies d'M60 israelians, pràcticament sense pèrdues al seu bàndol. Els sirians van començar a sortir de l'encerclament cap a Damasc, i els tancs israelians van ser objecte de brutals atacs per part de la força aèria siriana. 2 M60 de la 880a Divisió van ser destruïts mentre intentaven trencar l'encerclament del 362è Batalló a Sultan Yakub.
Segons dades israelianes, 80 tancs M60 i M48 van quedar inutilitzats durant el primer període de la guerra. El nivell de pèrdues irreparables dels Patton va ser el més alt entre tots els tancs utilitzats per Israel.
Després del 14 de juny, els tancs israelians van participar en el setge de Beirut. Per a això es van fer servir 500 tancs israelians, majoritàriament M60.
Segons fonts occidentals, durant tot el període del conflicte dels anys vuitanta al Líban, les pèrdues dels tancs M60 es van avaluar com a elevades; els tancs van patir pèrdues, incloses les degudes a explosions d'IED i mines.

### Guerra del Golf
El 17 d'agost de 1990, després de la Invasió de Kuwait, 33 tancs M60A3 del 1r Batalló de Tancs de Marines van arribar a Dhahran, Aràbia Saudita. Allà es van unir al 3r Batalló de Tancs. L'atac iraquià esperat mai va arribar. Al setembre, els tancs van participar en pràctiques de tir. Un dels avantatges dels tancs respecte als nous tancs M1 Abrams, armats amb canons de 120 mm, era la presència de projectils d'alta potència. Un dels problemes era la seva poca idoneïtat per a les condicions desèrtiques: quan els tancs d'un dels batallons saudites van entrar al desert, el 60% d'ells van perdre mobilitat a causa de filtres d'aire obstruïts. En total, els Estats Units van predestinar 277 tancs M60 a l'Aràbia Saudita. L'Aràbia Saudita tenia uns 250 tancs M60A3 i M60A1, Egipte va predestinar uns 450 tancs M60A3 i M60A1. Així, la coalició anti-Iraq tenia uns 1.000 tancs M60. Les Forces Terrestres Iraquianes tenien uns 100 tancs M60A1.
Els primers enfrontaments amb tancs M60 van tenir lloc durant la batalla per la ciutat de Khafji a l'Aràbia Saudita. Les unitats blindades iraquianes, armades amb tancs M60A1, van capturar la ciutat el 29 de gener. L'1 de febrer, les forces blindades de l'Aràbia Saudita i Qatar, amb el suport de forces aèries multinacionals, van recuperar Khafji. Els M60A3 saudites van destruir diversos tancs iraquians Tipus 59. Se sap poca cosa sobre els detalls del seu ús pels iraquians.
Durant l'operació Tempesta del Desert, els Estats Units van afirmar que els M60 americans van destruir uns 140 tancs iraquians, principalment T-55 i T-62, però també almenys cinc T-72. Utilitzant equips de visió nocturna, els M60 podien atacar T-72 a una distància de 3.000 metres. Els M60 no van patir pèrdues en batalles de tancs i no van ser impactats per ni un sol projectil de tanc enemic ni míssil antitanc. També van estar involucrats en incidents de "foc amic". En un d'ells, els tancs van obrir foc contra una columna americana, destruint un AAV, un camió i matant un marine. En altres incidents, els M60 van impactar dos AAV americans més.